# Olympische Sommerspiele 1992/Fechten
Bei den XXV. Olympischen Sommerspielen 1992 in Barcelona fanden acht Wettkämpfe im Fechten statt. Austragungsort war der Palau de la Metal·lúrgia auf dem Messegelände im Stadtbezirk Sants-Montjuïc.

## Bilanz

### Medaillenspiegel
| Platz | Land           | Gold | Silber | Bronze | Gesamt |
| ----- | -------------- | ---- | ------ | ------ | ------ |
| 1     | Deutschland    | 2    | 1      | –      | 3      |
| 2     | Italien        | 2    | 1      | –      | 3      |
| 3     | Frankreich     | 2    | –      | 3      | 5      |
| 4     | Vereintes Team | 1    | 2      | 2      | 5      |
| 5     | Ungarn         | 1    | 2      | –      | 3      |
| 6     | Kuba           | –    | 1      | 1      | 2      |
| 7     | China          | –    | 1      | –      | 1      |
| 8     | Polen          | –    | –      | 1      | 1      |
| 8     | Rumänien       | –    | –      | 1      | 1      |

### Medaillengewinner
| Konkurrenz         | Gold                                                                                           | Silber                                                                                   | Bronze                                                                                             |
| ------------------ | ---------------------------------------------------------------------------------------------- | ---------------------------------------------------------------------------------------- | -------------------------------------------------------------------------------------------------- |
| Degen Einzel       | Éric Srecki                                                                                    | Pawel Kolobkow                                                                           | Jean-Michel Henry                                                                                  |
| Degen Mannschaft   | Elmar Borrmann, Robert Felisiak, Uwe Proske, Wladimir Resnitschenko, Arnd Schmitt              | Ferenc Hegedűs, Ernő Kolczonay, Iván Kovács, Krisztián Kulcsár, Gábor Totola             | Pawel Kolobkow, Sergei Kostarew, Serhij Krawtschuk, Waleri Sacharewitsch, Andrei Schuwalow         |
| Florett Einzel     | Philippe Omnès                                                                                 | Serhij Holubyzkyj                                                                        | Elvis Gregory                                                                                      |
| Florett Mannschaft | Alexander Koch, Ulrich Schreck, Udo Wagner, Ingo Weißenborn, Thorsten Weidner                  | Guillermo Betancourt, Tulio Díaz, Oscar García Pérez, Hermenegildo García, Elvis Gregory | Piotr Kiełpikowski, Adam Krzesiński, Cezary Siess, Ryszard Sobczak Marian Sypniewski               |
| Säbel Einzel       | Bence Szabó                                                                                    | Marco Marin                                                                              | Jean-François Lamour                                                                               |
| Säbel Mannschaft   | Wadym Hutzajt, Grigori Kirijenko, Heorhij Pohossow, Stanislaw Posdnjakow, Alexander Schirschow | Péter Abay, Imre Bujdosó, Csaba Köves, György Nébald, Bence Szabó                        | Jean-Philippe Daurelle, Franck Ducheix, Hervé Granger-Veyron, Pierre Guichot, Jean-François Lamour |

| Konkurrenz         | Gold                                                                                           | Silber                                                                      | Bronze                                                                           |
| ------------------ | ---------------------------------------------------------------------------------------------- | --------------------------------------------------------------------------- | -------------------------------------------------------------------------------- |
| Florett Einzel     | Giovanna Trillini                                                                              | Wang Huifeng                                                                | Tatjana Sadowskaja                                                               |
| Florett Mannschaft | Diana Bianchedi, Francesca Bortolozzi, Giovanna Trillini, Dorina Vaccaroni, Margherita Zalaffi | Sabine Bau, Annette Dobmeier, Anja Fichtel, Zita Funkenhauser, Monika Weber | Laura Badea, Roxana Dumitrescu, Claudia Grigorescu, Elisabeta Guzganu Reka Szabo |

## Ergebnisse Männer

### Degen Einzel
| Platz | Land | Sportler          |
| ----- | ---- | ----------------- |
| 1     | FRA  | Éric Srecki       |
| 2     | EUN  | Pawel Kolobkow    |
| 3     | FRA  | Jean-Michel Henry |
| 4     | EST  | Kaido Kaaberma    |
| 5     | GER  | Elmar Borrmann    |
| 6     | ITA  | Angelo Mazzoni    |
| 7     | COL  | Mauricio Rivas    |
| 8     | HUN  | Iván Kovács       |

Datum: 1. August 1992 

70 Teilnehmer aus 30 Ländern

### Degen Mannschaft
| Platz | Land | Sportler                                                                                   |
| ----- | ---- | ------------------------------------------------------------------------------------------ |
| 1     | GER  | Elmar Borrmann, Robert Felisiak, Uwe Proske, Wladimir Resnitschenko, Arnd Schmitt          |
| 2     | HUN  | Ferenc Hegedűs, Ernő Kolczonay, Iván Kovács, Krisztián Kulcsár, Gábor Totola               |
| 3     | EUN  | Pawel Kolobkow, Sergei Kostarew, Serhij Krawtschuk, Waleri Sacharewitsch, Andrei Schuwalow |
| 4     | FRA  | Jean-François Di Martino, Jean-Michel Henry, Olivier Lenglet, Robert Leroux, Éric Srecki   |
| 5     | ITA  | Sandro Cuomo, Angelo Mazzoni, Stefano Pantano, Maurizio Randazzo, Sandro Resegotti         |
| 6     | ESP  | Fernando de la Peña, Ángel Fernández, César González, Raúl Maroto, Manuel Pereira          |
| 7     | CAN  | Jean-Marc Chouinard, Alain Côté, Allan Francis, Danek Nowosielski, Laurie Shong            |
| 8     | SWE  | Mats Ahlgren, Jerri Bergström, Thomas Lundblad, Ulf Sandegren, Péter Vánky                 |

Datum: 5. bis 6. August 1992 

60 Teilnehmer aus 12 Ländern

### Florett Einzel
| Platz | Land | Sportler             |
| ----- | ---- | -------------------- |
| 1     | FRA  | Philippe Omnès       |
| 2     | EUN  | Serhij Holubyzkyj    |
| 3     | CUB  | Elvis Gregory        |
| 4     | GER  | Udo Wagner           |
| 5     | ITA  | Andrea Borella       |
| 6     | POL  | Marian Sypniewski    |
| 7     | CUB  | Guillermo Betancourt |
| 8     | AUT  | Joachim Wendt        |

Datum: 31. Juli 1992 

59 Teilnehmer aus 25 Ländern

### Florett Mannschaft
| Platz | Land | Sportler                                                                                         |
| ----- | ---- | ------------------------------------------------------------------------------------------------ |
| 1     | GER  | Alexander Koch, Ulrich Schreck, Udo Wagner, Ingo Weißenborn, Thorsten Weidner                    |
| 2     | CUB  | Guillermo Betancourt, Tulio Díaz, Oscar García, Hermenegildo García, Elvis Gregory               |
| 3     | POL  | Piotr Kiełpikowski, Adam Krzesiński, Cezary Siess, Ryszard Sobczak, Marian Sypniewski            |
| 4     | HUN  | István Busa, Zsolt Érsek, Róbert Gátai, Róbert Kiss, Zsolt Németh                                |
| 5     | EUN  | Wjatscheslaw Grigorjew, Serhij Holubyzkyj, Anwar Ibragimow, İlqar Məmmədov, Dmitri Schewtschenko |
| 6     | ITA  | Marco Arpino, Andrea Borella, Stefano Cerioni, Mauro Numa, Alessandro Puccini                    |
| 7     | FRA  | Patrick Groc, Youssef Hocine, Olivier Lambert, Patrice Lhôtellier, Philippe Omnès                |
| 8     | KOR  | Kim Young-ho, Kim Seung-pyo, Lee Ho-seong, Lee Seung-yong, Yu Bong-hyeong                        |

Datum: 4. bis 5. August 1992 

59 Teilnehmer aus 12 Ländern

### Säbel Einzel
| Platz | Land | Sportler                |
| ----- | ---- | ----------------------- |
| 1     | HUN  | Bence Szabó             |
| 2     | ITA  | Marco Marin             |
| 3     | FRA  | Jean-François Lamour    |
| 4     | ITA  | Giovanni Scalzo         |
| 5     | ESP  | Antonio García          |
| 6     | ITA  | Ferdinando Meglio       |
| 7     | POL  | Robert Kościelniakowski |
| 8     | GER  | Jürgen Nolte            |

Datum: 2. August 1992 

44 Teilnehmer aus 19 Ländern

### Säbel Mannschaft
| Platz | Land | Sportler                                                                                           |
| ----- | ---- | -------------------------------------------------------------------------------------------------- |
| 1     | EUN  | Wadym Hutzajt, Grigori Kirijenko, Heorhij Pohossow, Stanislaw Posdnjakow, Alexander Schirschow     |
| 2     | HUN  | Péter Abay, Imre Bujdosó, Csaba Köves, György Nébald, Bence Szabó                                  |
| 3     | FRA  | Jean-Philippe Daurelle, Franck Ducheix, Pierre Guichot, Hervé Granger-Veyron, Jean-François Lamour |
| 4     | ROM  | Alexandru Chiculiță, Victor Găureanu, Daniel Grigore, Florin Lupeică, Vilmoș Szabo                 |
| 5     | GER  | Felix Becker, Jacek Huchwajda, Jörg Kempenich, Jürgen Nolte, Steffen Wiesinger                     |
| 6     | POL  | Marek Gniewkowski, Norbert Jaskot, Jarosław Kisiel, Robert Kościelniakowski, Janusz Olech          |
| 7     | CHN  | Jia Guihua, Ning Xiankui, Jiang Yefei, Zheng Zhaokang, Yang Zhen                                   |
| 8     | ITA  | Marco Marin, Ferdinando Meglio, Giovanni Scalzo, Giovanni Sirovich, Tonhi Terenzi                  |

Datum: 6. bis 7. August 1992 

59 Teilnehmer aus 12 Ländern

## Ergebnisse Frauen

### Florett Einzel
| Platz | Land | Sportlerin         |
| ----- | ---- | ------------------ |
| 1     | ITA  | Giovanna Trillini  |
| 2     | CHN  | Wang Huifeng       |
| 3     | EUN  | Tatjana Sadowskaja |
| 4     | FRA  | Laurence Modaine   |
| 5     | ITA  | Margherita Zalaffi |
| 6     | ROM  | Reka Szabo         |
| 7     | GER  | Sabine Bau         |
| 8     | GBR  | Fiona McIntosh     |

Datum: 30. Juli 1992 

46 Teilnehmerinnen aus 19 Ländern

### Florett Mannschaft
| Platz | Land | Sportlerinnen                                                                                  |
| ----- | ---- | ---------------------------------------------------------------------------------------------- |
| 1     | ITA  | Diana Bianchedi, Francesca Bortolozzi, Giovanna Trillini, Dorina Vaccaroni, Margherita Zalaffi |
| 2     | GER  | Sabine Bau, Annette Dobmeier, Anja Fichtel, Zita Funkenhauser, Monika Weber                    |
| 3     | ROM  | Laura Badea, Roxana Dumitrescu, Claudia Grigorescu, Elisabeta Guzganu, Reka Szabo              |
| 4     | EUN  | Jelena Glikina, Jelena Grischina, Tatjana Sadowskaja, Olga Welitschko, Olga Woschtschakina     |
| 5     | FRA  | Camille Couzi, Julie-Anne Gross, Gisèle Meygret, Laurence Modaine, Isabelle Spennato           |
| 6     | CHN  | E Jie, Liang Jun, Wang Huifeng, Xiao Aihua, Ye Lin                                             |
| 7     | HUN  | Zsuzsanna Jánosi, Gabriella Lantos, Ildikó Mincza, Ildikó Pusztai, Gertrúd Stefanek            |
| 8     | POL  | Katarzyna Felusiak, Monika Maciejewska, Anna Sobczak, Agnieszka Szuchnicka, Barbara Wolnicka   |

Datum: 3. bis 4. August 1992 

60 Teilnehmerinnen aus 12 Ländern